# Фредегар
Фредегар (Фредегар Схоластик, Фредегарий; лат. Fredegarius Scholasticus; ? — около 660) — полулегендарный франкский хронист середины VII века.
Единственное известное его сочинение — так называемая «Хроника Фредегара» — историческая хроника, описывающая события от сотворения мира и до времен, современных автору. Первые 3 книги хроники, в основном, являются компиляцией из работ более ранних авторов (в первую очередь, Григория Турского), хотя содержат и ряд уникальных материалов об истории франков V—VI веков. Наиболее ценной частью хроники является её 4-я книга — оригинальное сочинение, охватывающая события, произошедшие во Франкском государстве в 584—642 годах.
Впоследствии это сочинение было продолжено другими авторами (так называемая хроника Продолжателей Фредегара).

## Публикации
- Хроники Фредегара / Пер. с лат., комм. и вступ. ст. Г. А. Шмидта. — СПб.; М.: Евразия; ИД «Клио», 2015. — 464 с. — (Chronicon). — ISBN 978-5-91852-097-0.